# 妙光寺 (新潟市)
妙光寺（みょうこうじ）は、新潟県新潟市西蒲区角田浜にある日蓮宗の寺院である。山号は角田山。旧本山は大本山本圀寺(六条門流)、奠師法縁(奠統会)。角田浜の三題目として知られる。

## 歴史
文永8年（1271年）、寺泊を船出して佐渡に配流される日蓮が、強風のため角田浜に漂着して穴に棲む悪蛇（のちの七面大明神）を教化し、岸、岩、波に三題目を書き遺したという。
正和2年（1313年）、日蓮ゆかりの地として日印（大本山本圀寺、日蓮の孫弟子）が創建した妙法寺が起源である。当初は三題目にちなみ妙法寺・蓮華寺・経王寺の一山三ヶ寺の一つであったが、蓮華寺と経王寺は移転し、妙法寺を妙光寺に改称した。その後2度の火災に遭い、宝暦14年（1764年）に本堂が再建された。
1989年、永代供養の墓「安穏廟」を開始。

## 境内

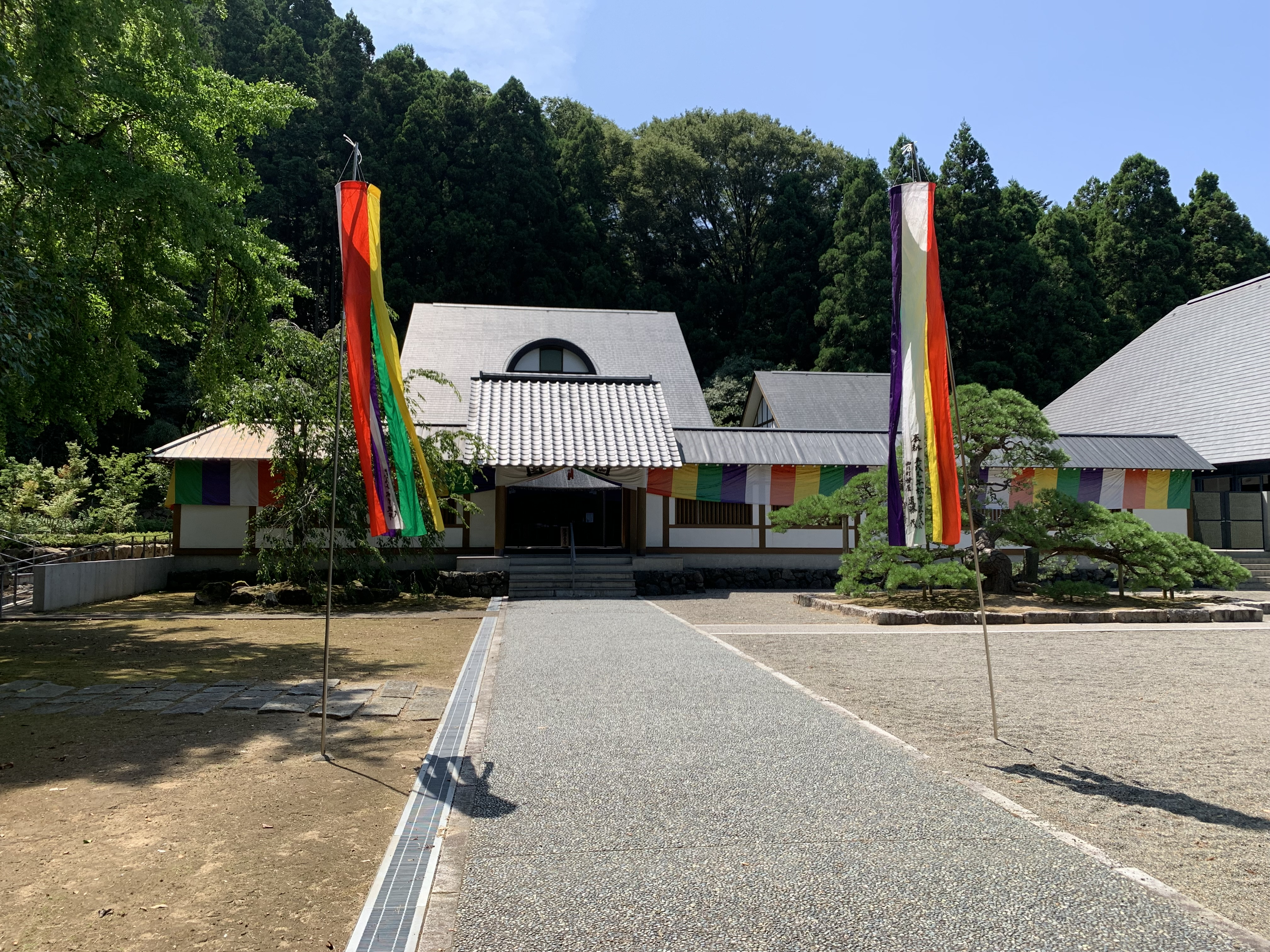
本堂

- 本堂　平成13年（2001年）中澤敏彰の設計で再建された。
- 客殿　宝暦14年（1764年）に再建されたものを昭和56年（1981年）茶谷正洋の設計で鞘堂を建立して保存したもの。
- 山門　文化年間の建立という。平成18年（2006年）国の登録有形文化財となった。
- 三重小塔　江戸時代末期頃に他から移築されたと伝わる。平成16年（2004年）山崎完一の監修で解体修理が行われた。平成18年（2006年）国の登録有形文化財となった。
- 鐘楼　平成18年（2006年）国の登録有形文化財となった。
- 祖師堂　旧本堂の内陣部分を再生したもの。
  - 野沢清の設計による庭園がある。

## 文化財

### 登録有形文化財（国登録）
- 山門[2]
- 三重小塔[3]
- 鐘楼[4]

## 交通アクセス
- 新潟交通観光バス 「角田妙光寺入口」バス停より徒歩約7分

## 関連資料
- 市川智康『日蓮聖人の歩まれた道』水書房（1989年、128－130頁参照）